# All You Need is Love
1967. július 7-én (az USA-ban július 17-én) jelent meg a The Beatles All You Need is Love című dala az azonos című kislemezen. (A lemez B oldalán a Baby You’re a Rich Man című dal hallható.) 
A dal legnagyobb részét John Lennon írta. A dalt 1967. június 25-én, a világ első, műholdakkal közvetített televízióműsorában, az Our Worldben mutatták be. A közvetítést 26 ország mintegy 350 millió tévénézője látta. A BBC megkérte a Beatlest, hogy járuljanak hozzá valamivel a műsorhoz, melynek eredménye ez a dal lett. Ma már ez a zenekar egyik leghíresebb felvétele.
A dal egyik érdekessége, hogy amikor az utolsó 20 másodpercben szól a dal és egyre halkabb lesz, Paul McCartney elkezdi énekelni rá (természetesen a dal tempójában) a She Loves You című slágerüket, ami egy kiemelkedő zene volt a Korai Beatlemánia idején, valamint John halkan kimondja hogy Yesterday , ami a zenekar egyik leghíresebb dalára utal. Valamint több zeneszám részlete is megtalálható a dalban. Az első pár másodpercben a dal a francia himnusszal indít. Valamint Bach, Glen Miller részletek hallhatóak.   